# Klintmurarbi
Klintmurarbi (Osmia niveata) är ett solitärt bi i familjen buksamlarbin.

## Utseende
Ett ganska slankt bi med svart grundfärg, som speciellt hos hanen har metallglans. Honan har gråbrun päls som bleknar med åren; bland annat den nordeuropeiska formen har röda pollensamlingshår på buken. Hanen har längre päls än honan, och mer i rödbrunt. Även här bleknar pälsen med åldern till mer gulbrunt/gråaktigt. Arten blir 9 till 10 mm lång, i undantagsfall från 8 mm till 13 mm.

## Ekologi
Klintmurarbiet är ett värmeälskande bi som gärna uppehåller sig i skogsbryn och närliggande torrängar med tillgång på korgblommiga växter, speciellt väddklint, men även tistlar med kraftiga blomkalkar. Utöver korgblommiga växter kan den även flyga till familjerna korsblommiga växter, näveväxter, kransblommiga växter och strävbladiga växter. I Skandinavien flyger arten under juni och juli, medan den på kontinenten kan flyga ända från början av maj till början av augusti.

### Fortplantning
Honan bygger larvbona i murket trä, gärna i existerande hål efter andra insekter som skalbaggar, eller kraftigare, ihåliga växtstjälkar. Den använder också gärna gamla bilbatterier och bihotell. Tänkbara boparasiter är pansarbina stampansarbi (Stelis phaeoptera) och bandpansarbi (Stelis punctulatissima).

## Utbredning
Utbredningsområdet omfattar Europa och Nordafrika från Kanarieöarna till södra Skandinavien och österut från norra till sydvästra Asien.
Globalt sett är arten klassificerad som livskraftig ("LC") av Internationella naturvårdsunionen (IUCN).

## Status i Norden
I Norden förekommer arten enbart i Danmark sedan den dött ut i Sverige. I Sverige har den endast påträffats i Blekinge (senast funnen 1938) samt i Skåne (senast påträffad 1969). Tidigare uppgifter om en mer omfattande svensk utbredning beror på förväxling med fibblemurarbiet (Osmia leaiana). Den var tidigare rödlistad som akut hotad ("CR"), men det ändrades till nationellt utdöd ("RE") 2020. Arten har främst minskat på grund av övergång till storskaligt jordbruk. Övergödning och minskad markstörning (artens främsta värdväxt, väddklinten, gynnas faktiskt av markstörning) kan också ha spelat roll, liksom födokonkurrens (om de minskande väddklintresurserna) med stortapetserarbin och humlor.
Även i Danmark är arten mycket sällsynt: Fram till 2017, då den hittades på Møn, hade den bara observerats vid tre tillfällen.